# Ectopiocerus anthracinus
Ectopiocerus anthracinus är en insektsart som beskrevs av Philip Reese Uhler 1890. Ectopiocerus anthracinus ingår i släktet Ectopiocerus och familjen ängsskinnbaggar. Inga underarter finns listade i Catalogue of Life.